# 1771
Het jaar 1771 is het 71e jaar in de 18e eeuw volgens de christelijke jaartelling.

## Gebeurtenissen
februari
- 12 - Koning Adolf Frederik van Zweden sterft.  Gustaaf III van Zweden bestijgt de troon.
- februari De Russische legers vallen Giurgiu aan.

maart
- 18 - Twaalf mijnwerkers komen om het leven in de Longterne Trichèresmijn bij Dour.
- maart - Tulcea en Isaccea worden door de Russen geblokkeerd.

mei
- mei - Het Ottomaanse leger doet een poging om de Donauvorstendommen te heroveren. Ze weten Georgiu te heroveren en weten de Russen uit Klein-Walachije te verdrijven.

juni
- juni - Een aanval van Ahmet Pasja op Boekarest wordt afgeslagen. Het Russische Eerste Leger herovert daarop Georgiu, trekt over de Donau naar de zuidelijke oever en neemt Tulcea, Isaccea en Măcin.
- 17 - De Griekse opstandeling Daskalogiannis wordt in het fort Koulés op Kreta door de Turken gemarteld en terechtgesteld.
- 25 -  In de Vijfde Russisch-Turkse Oorlog verovert het Russische Tweede Leger de Krim.

juli
- juli - Kapitein James Cook en zijn expeditie keren terug in Engeland na hun reis langs Tahiti, Nieuw-Zeeland, Australië en Indonesië.

augustus
- 6 - Het zilverwerk, Chinees porselein,  Japans lakwerk, schilderijen etc van de verzamelaar Gerrit Braamcamp worden verkocht. Er waren 12.000 toegangsbewijzen gedrukt en gedurende drie weken waren de kijkdagen; 20.000 mensen zouden langs zijn geweest.

oktober
- 9 - Vrouw Maria, een Nederlands zeilschip onderweg van Amsterdam naar Sint-Petersburg, vergaat in de Oostzee voor de kust van Finland. Aan boord is een aantal schilderijen dat in opdracht van Catharina de Grote is gekocht op de boedelveiling van Gerrit Braamcamp.

zonder datum
- Na 22 jaar onderhandelen wordt in Arnhem een verdrag gesloten tussen de Republiek der Verenigde Nederlanden en het Koninkrijk Pruisen over de Rijnwaterverdeling, dat een eerste stap betekent in het internationaal overleg in waterstaatszaken.
- Gaspard Monge vindt de analytische geometrie uit.
- Lavoisier analyseert de samenstelling van de lucht.

## Muziek
- Johann Baptist Vanhal componeert zijn Concert no. 1, voor fluit en orkest
- Joseph Haydn componeert zijn Symfonie nr. 42
- Antoine Dauvergne componeert Le prix de la valeur
- Carl Friedrich Abel componeert 6 triosonates voor strijkers, Opus 9, 6 strijkkwartetten, Opus 10 en 6 concerten voor klavecimbel en strijkers, Opus 11
- Antonio Salieri componeert de opera's Don Chisciotte alle nozze di Gamace, La moda ossia scompigli domestici en Armida

## Beeldende kunst

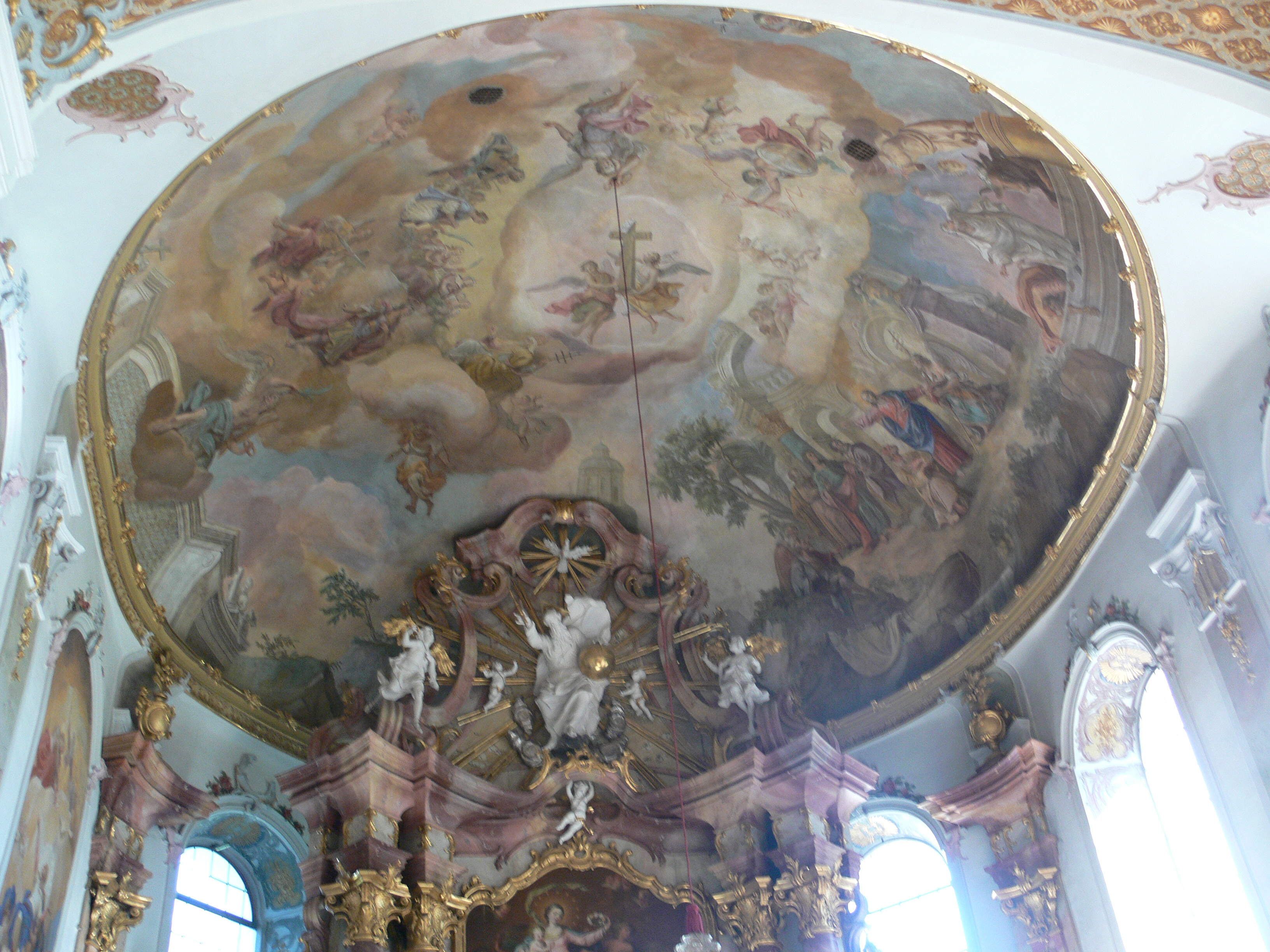
Fresco (1771), Franz Joseph Herman, Pfarrkirche St. Pankratius, Wiggensbach

## Bouwkunst

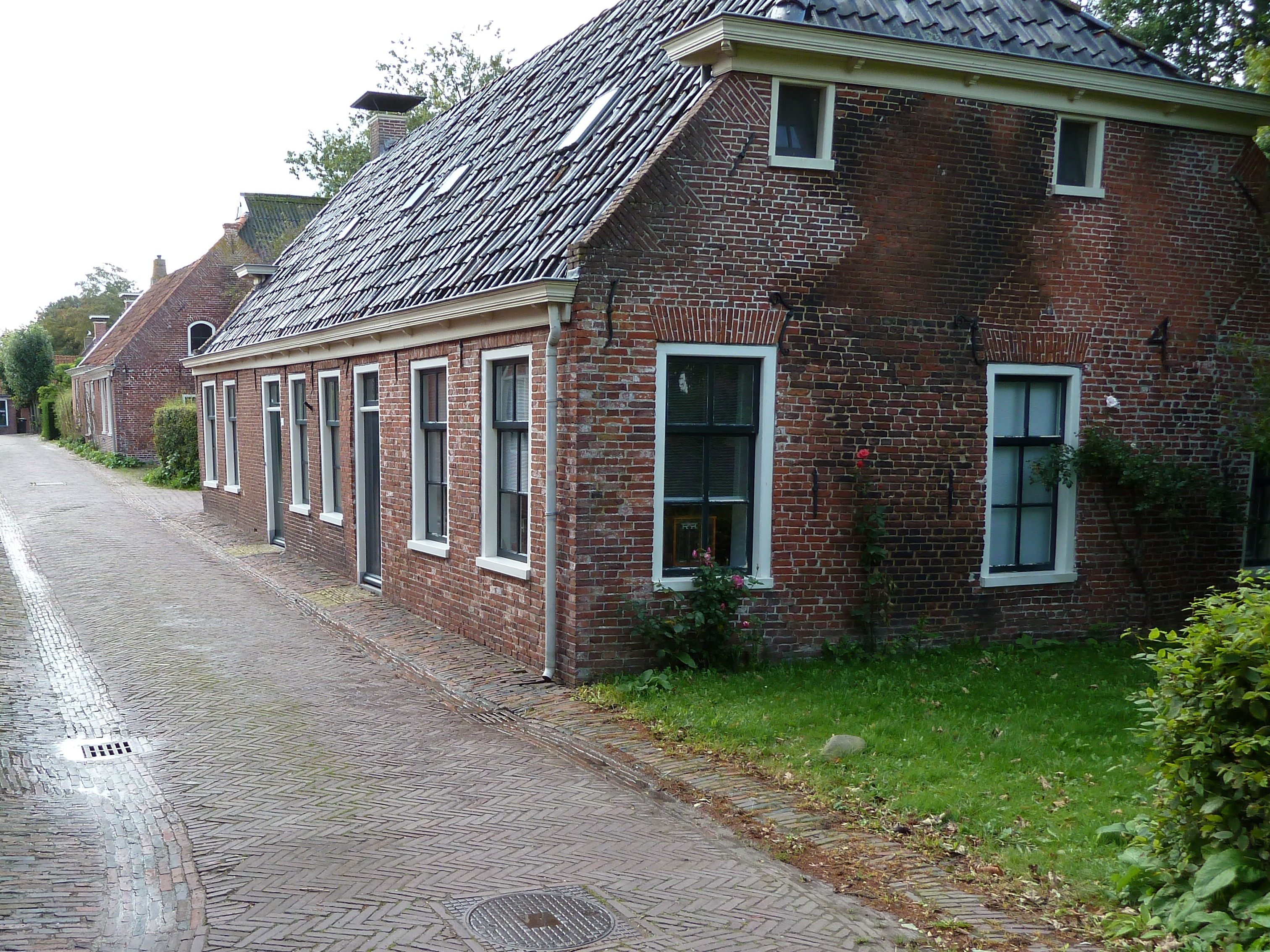
Woonhuis, Garnwerd (1771)

## Geboren
februari
- 16 - Stoffel Muller, sekteleider

maart
- 16 - Antoine-Jean Gros, Frans kunstschilder (overleden 1835)

april
- 13 - Richard Trevithick, Engels uitvinder van de stoomlocomotief (overleden 1833)

mei
- 14 - Thomas Wedgwood, Engels pionier op het gebied van de fotografie (overleden 1805)
- 19 - Hendrik George de Perponcher Sedlnitsky, Nederlands legeraanvoerder (overleden 1856)

juni
- 5 - Ernst August I van Hannover, latere hertog van Cumberland, koning van Hannover en hertog van Brunswijk-Lüneburg (overleden 1851)

juli
- 16 - Theo Majofski, Nederlands acteur (overleden 1836)

augustus
- 14 - Walter Scott, Brits schrijver (overleden 1832)
- 22 - Henry Maudslay, Brits werktuigbouwkundige en uitvinder (overleden 1831)

september
- 5 - Karel van Oostenrijk-Teschen, landvoogd van de Oostenrijkse Nederlanden (overleden 1847)
- 11 - Mungo Park, Schotse arts en ontdekkingsreiziger (overleden 1806)

oktober
- 23 - Jean-Andoche Junot, Frans generaal (overleden 1813)

november
- 6 - Alois Senefelder, Duits uitvinder van de steendruk of lithografie (overleden 1834)
- 20 - Bartolomeo Pinelli, Italiaans kunstenaar (overleden 1835)

december
- 25 - Dorothy Wordsworth, Engels dichteres en dagboekschrijfster
- 26 - Julie Clary, vrouw van Jozef Bonaparte (overleden 1845)

## Overleden
februari
- 12 - Adolf Frederik (60), koning van Zweden

juli
- 30 - Thomas Gray, Engels dichter

september
- 4 - Frederick Calvert, Engels edelman

oktober
- 14 - František Xaver Brixi (39), Boheemse componist, kapelmeester en organist
- 27 - Johann Gottlieb Graun (69), in Saksen geboren violist en componist